# Вохопто
Вохопто (англ. Wo Hop To, иер. 和合圖, кант.-рус. Вохаптхоу, кит.-рус. Хэхэту) — влиятельная триада, базирующаяся в гонконгском районе Ваньчай (также влиятельна в районах Козуэй-Бей и Абердин). С китайского языка приблизительно переводится как «Замысел объединённой гармонии».

## История
«Вохопто» основана в 1908 году в районе Сайинпун (Центральный и Западный округ Гонконга) как тайная антицинская политическая организация. После японской оккупации Гонконга входила в число четырёх крупнейших группировок анклава (四大黑幫), наряду с «Сунъион», «14К» и «Вошинво». Специализировалась на рэкете, ростовщичестве и выбивании долгов .
В 80-90-х годах «Вохопто» расширила своё присутствие в США, особенно в Сан-Франциско. Американское ответвление триады возглавляли Питер Чонг (莊炳強 или «Дядюшка Чонг») и Рэймонд Чоу (周國祥 или «Креветка»). Питер Чонг в 1982 году перебрался из Гонконга в США и вскоре возглавил филиал «Вохопто» в Северной Калифорнии. Его люди занимались вымогательством денег у владельцев китайских ресторанов, ростовщичеством, выбиванием долгов и азартными играми. Чонг планировал объединить все азиатские банды Сан-Франциско и монополизировать через них поставки наркотиков в США. После убийства в 1991 году лидера крупнейшей американской триады Wah Ching Дэнни Вонга, «Вохопто» фактически взяла под свой контроль Чайнатаун Сан-Франциско.
В 1992 году, за несколько дней до вынесения обвинительного приговора, Питер Чонг бежал в Гонконг, но в 2000 году всё же был экстрадирован в США. В 2002 году Чонга признали виновным в рэкете, заказном убийстве, поджогах и приговорили к 15 годам и 8 месяцам тюремного заключения. Позже суд отменил обвинение в заказном убийстве, однако по остальным статьям приговорил Чонга к 11,5 годам тюрьмы (в 2008 году он вышел на свободу) .
Рэймонд Чоу (Куок Чэунг) был видным членом уличной банды «Хоп Синг Бойс» из Сан-Франциско, а после её разгрома сделал блестящую карьеру в «Вохопто». В 1995 году Чоу приговорили к 24 годам тюрьмы за незаконную торговлю оружием, но после показаний, которые он дал против Питера Чонга, ему сократили срок до 11 лет (после выхода на свободу Чоу возглавил один из земляческих союзов китайцев Сан-Франциско) . После фактического разгрома «Вохопто» в первой половине 90-х годов некоторые из её членов, оставшихся на свободе, создали в Сан-Франциско уличную банду «Джэксон Бойс».